# Muaskar

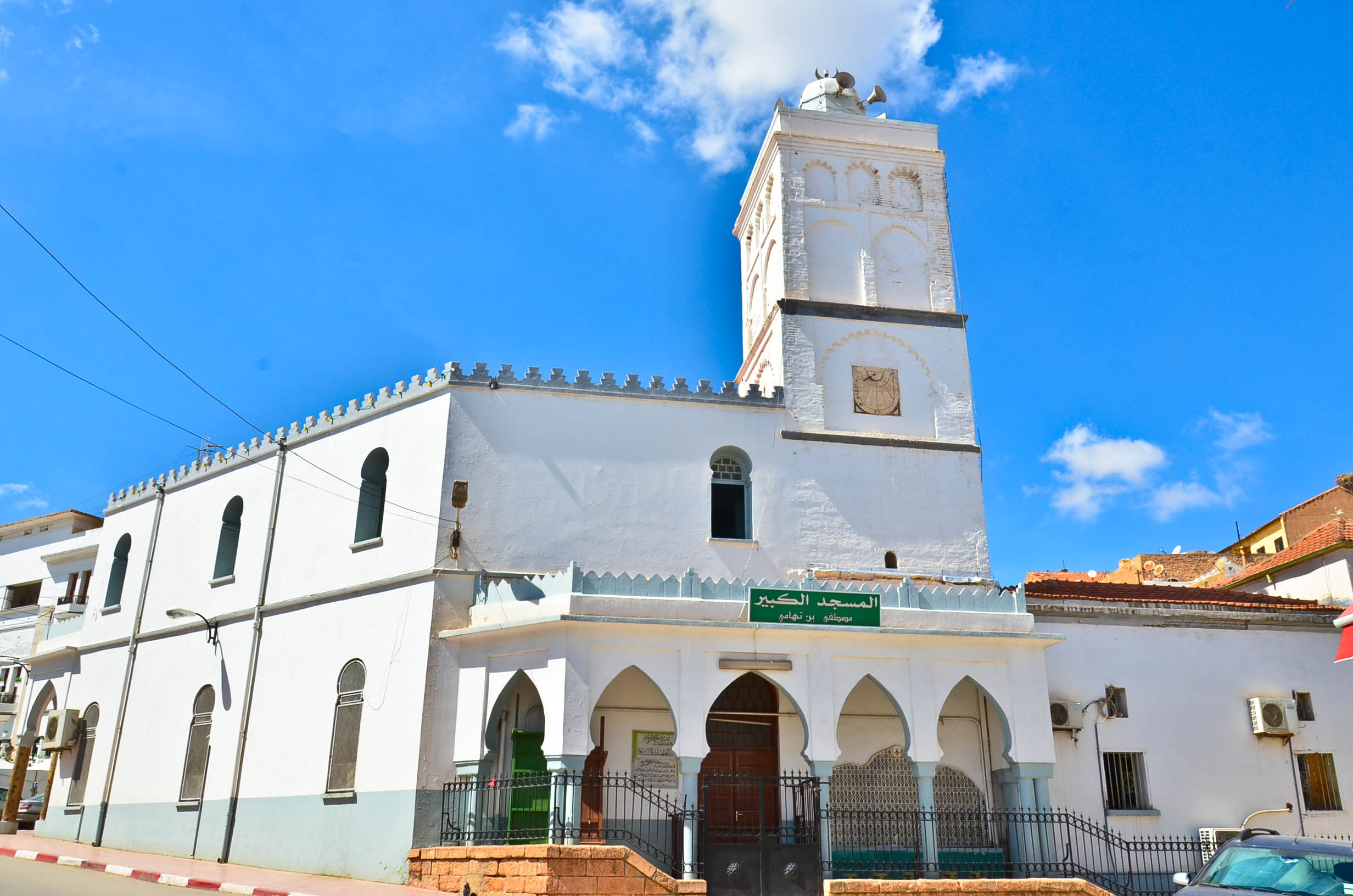
Djemaâ-El-Kebir-Moschee

Muaskar (arabisch معسكر, DMG Muʿaskar, tamazight ⵎⵄⴻⵙⴽⴻⵔ Mɛesker; früherer Name Mascara) ist eine Stadt in Algerien in der Provinz Muaskar am Hobra-Fluss gelegen. Die Stadt ist das Zentrum einer Weinbauregion. Sie hat 108.587 Einwohner (Zensus 2008).

## Geologie
20 Kilometer östlich von Muaskar wurden die bislang ältesten in Nordafrika entdeckten Fossilien der Gattung Homo geborgen. Sie stammen aus einer Sandgrube in der Nähe von Tighénif (früher: Ternifine), wo sie zwischen 1954 und 1956 freigelegt wurden. Es handelt sich um drei Unterkiefer (Sammlungsnummer Tighénif 1 bis 3) sowie mehrere einzelne Zähne, die Homo erectus zugeschrieben werden und anfangs Atlanthropus mauritanicus genannt worden waren.

## Geschichte
Zunächst unter osmanischer Herrschaft, wurde Muaskar 1791 von Spaniern besetzt. 1835 wurde die Stadt, die Abd el-Kader ab 1832 als Hauptstadt diente, von der französischen Armee beschossen, in Trümmer gelegt und geplündert. Die französische Armee marschierte am 6. Dezember 1835 in die zur Hälfte niedergebrannte Stadt ein. Frankreich kontrollierte Muaskar danach zunächst nur vorübergehend.
Von 1848 bis zur Unabhängigkeit Algeriens 1962 war Mascara Hauptstadt des gleichnamigen Arrondissements im Département Oran. 1896 hatte Muaskar 22.303 Einwohner, davon waren 12.299 Muslime und 478 Juden, zudem lebten 5202 Franzosen und 4324 weitere Europäer in der Stadt.
Am 18. August 1994 wurde Muaskar von einem Erdbeben der Stärke 5,6 auf der Richterskala erschüttert. Es wurden 171 Bewohner getötet.

## Partnerstädte
Partnerstädte von Muaskar sind:
- Elkader, Vereinigte Staaten
- Bursa, Türkei

## In Muaskar geboren
- Abd el-Kader (1808–1883), algerischer Freiheitskämpfer
- Julien Dufieux (1873–1959), französischer Offizier
- Charles Delac (1879–1965), algerischstämmiger, französischer Filmfirmenmanager und Filmproduzent
- Lucien Perpère (1912–1996), französischer Fußballspieler, -trainer und Sachbuchautor
- Mahi Khennane (* 1936), ehemaliger algerisch-französischer Fußballspieler und -trainer
- Alain Afflelou (* 1948), französischer Optiker und Geschäftsmann
- Maurice Benayoun (* 1957), französischer Medienkünstler und Hochschullehrer
- Lakhdar Belloumi (* 1958), ehemaliger algerischer Fußballspieler und Fußballtrainer
- Yassine Hethat (* 1991), Leichtathlet